# Mạo từ xác định tiếng Ả Rập
Al- (tiếng Ả Rập: ال, cũng được chuyển tự là el- như được phát âm trong một số dạng tiếng Ả Rập) là mạo từ xác định trong tiếng Ả Rập: một tiểu từ (ḥarf) mà mục đích là làm cho danh từ mà nó đi liền xác định. Ví dụ, từ كتاب kitāb "sách" có thể được xác định bằng cách thêm tiền tố al-, thành الكتاب al-kitāb "quyển sách". Nói chung, al- tương đương với the trong tiếng Anh, hay le/la/les trong tiếng Pháp.

ALA-LC (hay el-Baḥrēn), tên tiếng Ả Rập của Bahrain.

Không như đa số các tiểu từ tiếng Ả Rập khác, al- luôn đóng vai trò như tiền tố ở đầu từ và không cao giờ đứng riêng. Do vậy, đa số từ điển không liệt kê nó như một từ riêng biệt.
Là một tiểu từ, al- không biến đổi theo giống, số, hay cách. Tuy vậy, phụ âm -l, có thể thay đổi; khi được nối tiếp bởi các ḥurūf shamsīyah (ký tự mặt trời) như t, d, r, s, n và một số khác, -l sẽ biến đổi sao cho tương đồng với phụ âm đầu của từ mà nó đi liền. Ví dụ: để nói "sông Nin", ta không nói al-Nīl, mà nói an-Nīl. Ngược lại, nếu đứng trước một ḥurūf qamarīyah (ký tự mặt trăng), như m-, -l được giữ nguyên, như al-masjid ("nhà thờ Hồi giáo"). Điều này chỉ ảnh hưởng đến cách phát âm chứ không ảnh hưởng đến cách viết.

## Tổng quan
Có nhiều cách trong tiếng Ả Rập mà trong đó một từ có thể được xác định. Những cách này gồm dùng đại từ nhân xưng, danh từ riêng, đại từ chỉ định (kiểu như "này", "đó"), đại từ quan hệ (như "tôi là người..."), hô cách (như "hỡi ông"), sở hữu từ (như "của tôi"), và tất nhiều cả mạo từ xác định. Dùng al- được xem là một trong những cách "yếu" để "xác định hóa" từ. Có thể hiểu như nói "người đàn ông" thì không rõ ràng bằng nói "người đàn ông này" (lưu ý là hệ thống loại từ trong tiếng Việt không tương ứng hay tương đồng với mạo từ tiếng Ả Rập).